# Hoh Xil
Hoh Xil (可可西里; Kěkěxīlǐ) är den nordöstra delen av Tibetanska högplatån i Kina och är den högsta och största platån i världen.
2017 blev Qinghai-delen av Hoh Xil listat av Unesco som naturligt världsarv.